# Elisabeth Böhm

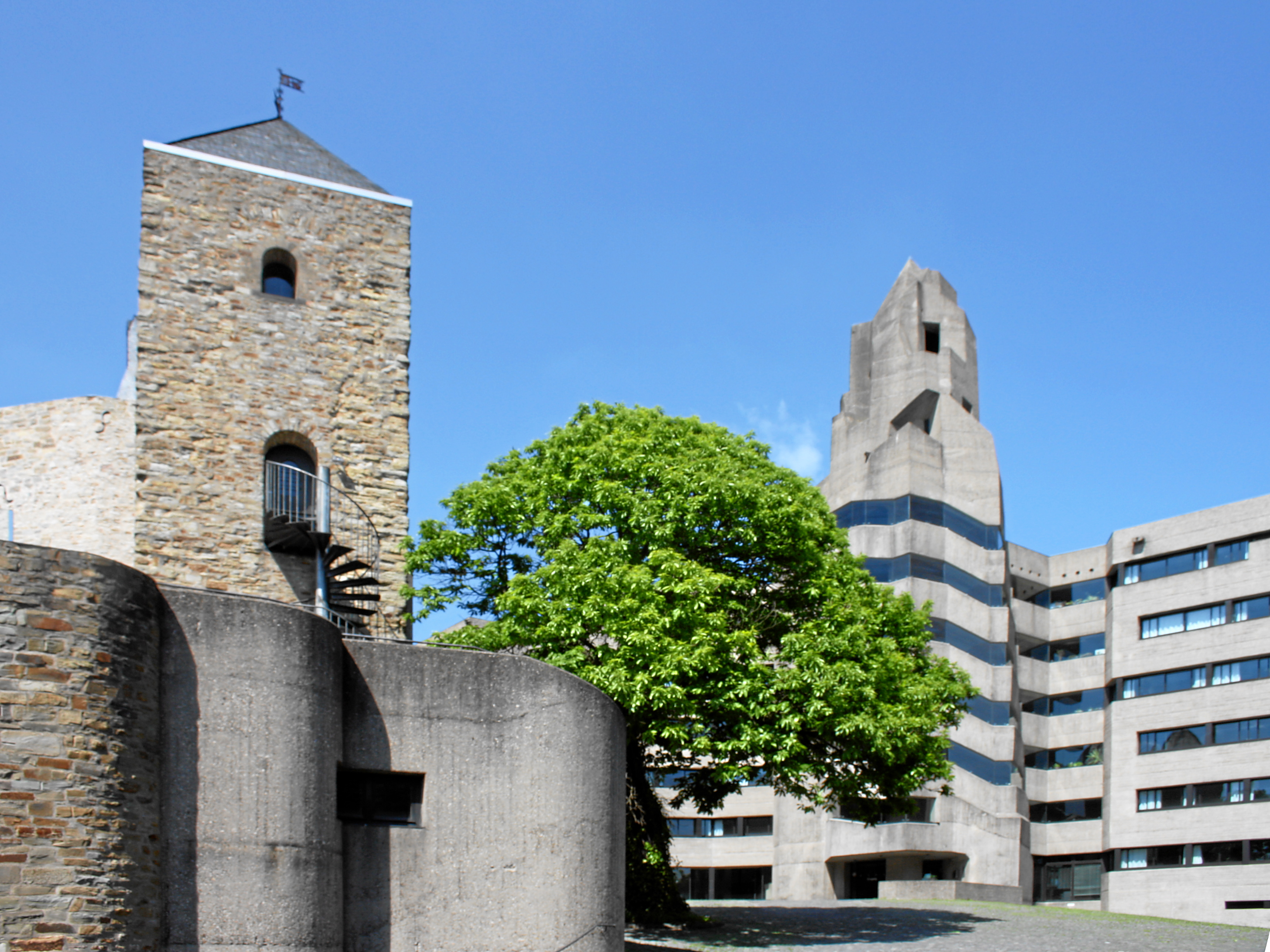
Centre Cívic Bergisch Gladbach-Bernsberg (1962-67).

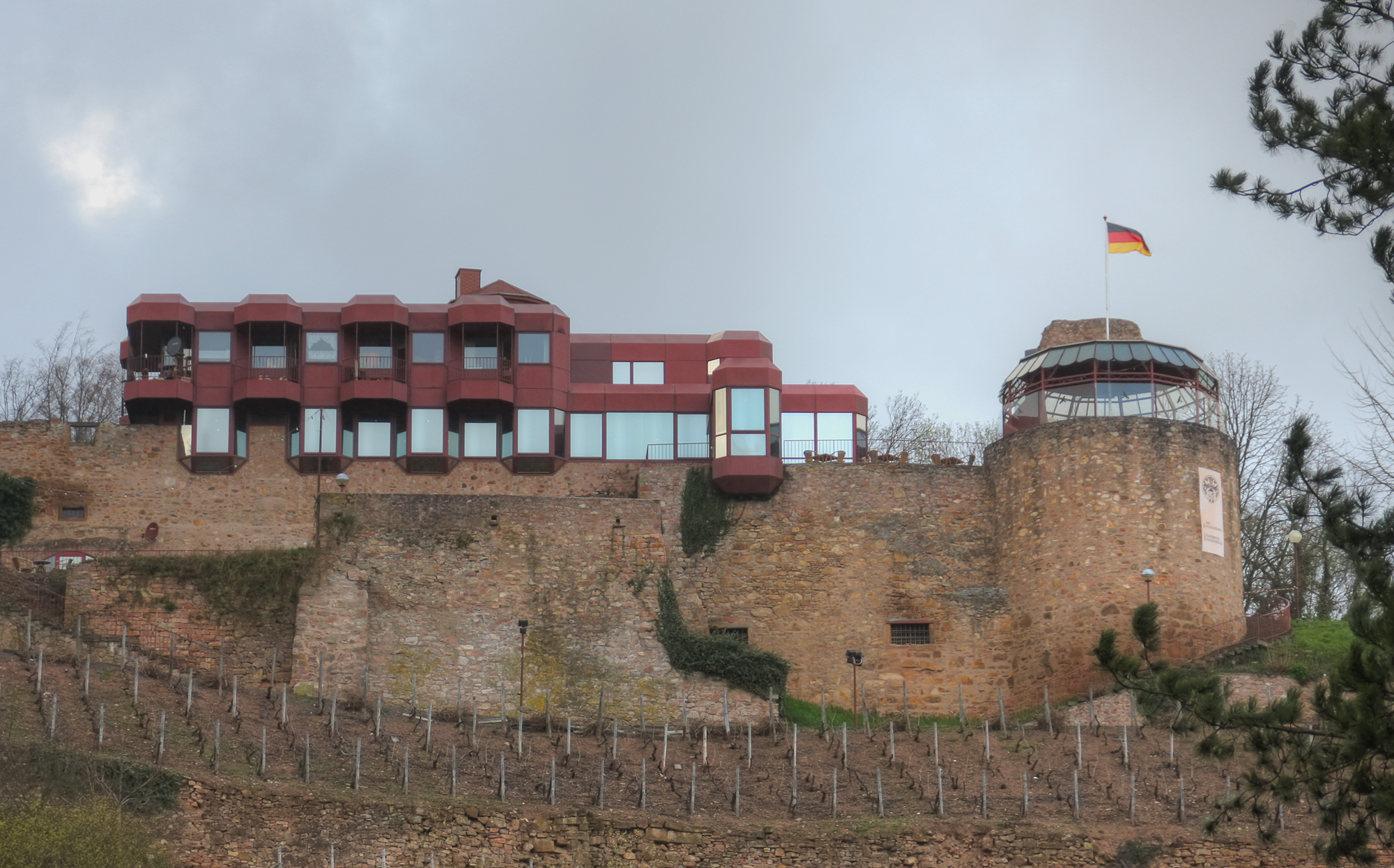
Ampliació Castell Kauzenburg, Bad Kreuznach.

Elisabeth Haggenmüller (Mindelheim, 18 de juny de 1921-6 de setembre de 2012) va ser una arquitecta alemanya. Va treballar molt juntament amb el seu espòs, Gottfried Böhm, amb qui va realitzar el disseny de nombrosos projectes, especialment d'interiors.

## Biografia
El nom de la seva mare era Magdalena i el del seu pare Georg Haggenmüller, de professió orfebre. Des de petita va voler ser arquitecta: es diu que repetia la frase "si jo fos un nen...". Quan va acabar l'escola secundària en 1942 en Múnic va començar a estudiar la carrera però la va abandonar en 1944, ja que trobava dificultats per continuar-la sent dona. Malgrat això, va realitzar una pasantia en una oficina d'arquitectura en Innsbruck i, més tard, va continuar els seus estudis i va rebre amb honors després de la guerra en 1946 amb una tesi sobre habitatges per a artistes i artesans.
Va estudiar arquitectura a la Universitat Tècnica de Múnic on va conèixer a Gottfried Böhm amb qui es va casar en 1948. El seu marit es va fer càrrec de l'estudi familiar d'arquitectura del seu pare Dominikus Böhm (mort en 1955) en Colònia. Inicialment, ella va dedicar la major part del seu temps a casa criant als seus quatre fills, només passant períodes curts en l'oficina. Tres dels seu fills es van dedicar a la professió, el quart és artista.

## Trajectòria
A partir de 1959 va reprendre el seu treball, va començar a desenvolupar els seus propis projectes i l'estudi va passar a anomenar-se Estudi Böhm. La seva labor es va centrar particularment en el desenvolupament de plans per a projectes d'habitatge i urbanitzacions.
A la vegada del creixement professional del seu marit (considerat l'arquitecte d'esglésies més important després de la Segona Guerra Mundial), Elisabeth va desenvolupar els seus propis projectes per a cases i urbanitzacions. Va realitzar diversos treballs de disseny d'interiors, entre ells la posada al dia del Castell de Godesberg (1959) prop de Bonn, el Centre Cívic Bergisch Gladbach-Bernsberg (1962-1967), i les ampliacions del Castell Kauzenburg en les quals va contrastar l'antic i el modern prop de Bad Kreuznach (1970). També va tenir a càrrec del foier circular que va connectar l'antiga construcció a l'expansió del Teatre de Stuttgart el 1984.
La història no defineix del tot la seva participació en l'enorme producció arquitectònica del seu marit però és clar que junts van desenvolupar una forma de veure l'arquitectura en aquest compartir quotidià del seu estudi en Colònia. Elisabeth Böhm tenia la seva pròpia empremta i el seu interès passava pel disseny d'interiors, les viles, cases i les remodelacions.
En la dècada del 1980, Elisabeth Böhm va dissenyar cases i viles a Itàlia i, en 1991, es va ocupar del reciclatge de l'Ambaixada de Bulgària a Estrasburg i la del Vaticà (projecte que no va ser construït).
També dins de l'Estudi Böhm va treballar activament en el projecte de WDR Arkaden de l'orquestra simfònica de Colònia que té un clar caràcter deconstructiu, més propi del seu estil que del del seu marit. La construcció de l'edifici va començar en 1994 i per a aquesta obra Böhm va concebre una façana ricament articulada amb molt moviment i diversos pisos de cristall en alçada. Dins de l'edifici, de 70 metres de llarg i disset metres d'ample, hi ha un atri amb una cúpula cilíndrica de vidre. Es va inaugurar el 22 d'octubre de 1996.
Elisabeth Böhm va viure i va treballar en Colònia fins a la seva mort, en 2012.